# Liste der Monuments historiques in Florange
Die Liste der Monuments historiques in Florange führt die Monuments historiques in der französischen Gemeinde Florange auf.

## Liste der Bauwerke
| Bezeichnung        | Beschreibung                                                       | Standort                  | Kennzeichnung | Schutzstatus | Datum     | Bild |
| ------------------ | ------------------------------------------------------------------ | ------------------------- | ------------- | ------------ | --------- | ---- |
| Domaine de Bétange | Schloss, 1828 erbaut, mehrfach verändert; einschließlich des Parks | nördlich des Ortes (Lage) | PA00125536    | Inscrit      | 1993 2007 |      |